# Japonvar
Japonvar är en kommun i Brasilien.   Den ligger i delstaten Minas Gerais, i den sydöstra delen av landet, 400 km öster om huvudstaden Brasília. Antalet invånare är 8 305.
Omgivningarna runt Japonvar är huvudsakligen savann. Runt Japonvar är det ganska glesbefolkat, med 26 invånare per kvadratkilometer.